# Zee Cine Award/Bester Hauptdarsteller
Der Zee Cine Award Best Actor - Male (bester Hauptdarsteller) ist eine Kategorie des indischen Filmpreises Zee Cine Award.
Der Zee Cine Award Best Actor - Male wird von den Zuschauern gewählt. Der Gewinner wird im März bekannt gegeben.
Shah Rukh Khan ist bis heute, mit sieben Trophäen, der dominante Gewinner. Hrithik Roshan wurde vom indischen Publikum bisher dreimal als bester Schauspieler des Jahres gewählt.
Liste der Gewinner:
| Jahr | Schauspieler     | Film                             | Deutscher Titel                                      |
| ---- | ---------------- | -------------------------------- | ---------------------------------------------------- |
| 1998 | Shah Rukh Khan   | Dil To Pagal Hai                 | Dil To Pagal Hai – Mein Herz spielt verrückt         |
| 1999 | Shah Rukh Khan   | Kuch Kuch Hota Hai               | Kuch Kuch Hota Hai – Und ganz plötzlich ist es Liebe |
| 2000 | Aamir Khan       | Sarfarosh                        | —                                                    |
| 2001 | Hrithik Roshan   | Kaho Naa… Pyaar Hai              | Kaho Naa ... Pyaar Hai – Liebe aus heiterem Himmel   |
| 2002 | Aamir Khan       | Lagaan-Once upon a Time in India | Lagaan – Es war einmal in Indien                     |
| 2003 | Shah Rukh Khan   | Devdas                           | Devdas – Flamme unserer Liebe                        |
| 2004 | Hrithik Roshan   | Koi Mil Gaya                     | Sternenkind – Koi Mil Gaya                           |
| 2005 | Shah Rukh Khan   | Veer-Zaara                       | Veer und Zaara – Die Legende einer Liebe             |
| 2006 | Amitabh Bachchan | Black                            | —                                                    |
| 2007 | Hrithik Roshan   | Krrish                           | Krrish                                               |
| 2008 | Shah Rukh Khan   | Chak De! India                   | Chak De! India – Ein unschlagbares Team              |
| 2009 | keine Verleihung |                                  |                                                      |
| 2010 | keine Verleihung |                                  |                                                      |
| 2011 | Shah Rukh Khan   | My Name Is Khan                  | My Name Is Khan                                      |
| 2012 | Ranbir Kapoor    | Rockstar                         | —                                                    |
| 2013 | Salman Khan      | Dabangg 2                        | —                                                    |
| 2014 | Shah Rukh Khan   | Chennai Express                  | Chennai Express                                      |
| 2015 |                  |                                  |                                                      |
| 2016 | Ranveer Singh    | Bajirao Mastani                  | Bajirao & Mastani – Eine unsterbliche Liebe          |